# عسل‌خوار بزرگ
عسل‌خوار بزرگ (نام علمی: Gymnomyza viridis) نام یک گونه از تیره عسل‌خوار است.